# World Gone Crazy (The Doobie Brothers)
World Gone Crazy è il tredicesimo album discografico in studio del gruppo musicale rock statunitense The Doobie Brothers, pubblicato nel 2010.

## Tracce
1. A Brighter Day – 3:54 (Tom Johnston)
2. Chateau – 4:18 (Patrick Simmons, Ted Templeman)
3. Nobody – 4:35 (Johnston)
4. World Gone Crazy – 5:10 (Johnston)
5. Far from Home – 3:45 (Simmons, Templeman)
6. Young Man's Game – 5:32 (Johnston)
7. Don't Say Goodbye (feat. Michael McDonald) – 4:53 (Simmons, Templeman)
8. My Baby – 4:03 (Johnston)
9. Old Juarez – 3:47 (Johnston)
10. I Know We Won (feat. Willie Nelson) – 4:05 (Willie Nelson, Simmons)
11. Law Dogs – 3:10 (Johnston)
12. Little Prayer (bonus track) – 2:57 (Simmons)
13. New York Dream (bonus track) – 4:39 (Johnston)
14. Delta Devil Dog

## Formazione
- Tom Johnston - chitarre, voce, cori
- Michael Hossack - batteria, percussioni
- John McFee - chitarre, banjo, mandolino, percussioni, violino, batteria, voce
- Pat Simmons - chitarre, voce, cori